# Eduard Martin
Eduard Martin właściwie   Martin Petiška (ur. 27 marca 1951 w Pradze) – czeski pisarz, poeta, dramaturg i wydawca. Syn pisarza Eduarda Petiški.

## Po polsku ukazały się
- Anielska szkoła miłości (WAM 2014)
- Anielskie opowieści dla duszy (WAM 2009)
- Aniołowie nas nie opuszczają (WAM 2012)
- Babcie i Aniołowie (WAM 2012)
- Radości dla duszy (WAM 2011)
- Schody do raju (WAM 2012)